# Iglesia de la Inmaculada Concepción (Mijas)
La iglesia de la Inmaculada Concepción de Mijas (provincia de Málaga, España) se sitúa en la parte alta del pueblo, en el interior de lo que fue el núcleo de población original. Tras la caída de Mijas en manos castellanas, se expulsó a los antiguos habitantes. La repoblación del municipio fue lenta y la afianzación de los nuevos habitantes no cuajó hasta el primer cuarto del siglo XVI.
El nuevo edificio religioso comenzó a constuirse entre 1540 y 1565. Fue construida a iniciativa del obispo Bernando Manrique, sobre las ruinas de una mezquita y un castillo. Siendo en 1631 cuando se consagró el 1 de septiembre de ese año. 
La iglesia de planta rectangular dividida en tres naves por arcos de medio punto que descansan sobre columnas de mármol. El techo de la nave central tiene un armazón de madera de estilo mudéjar, las laterales bóvedas de medio cañón. El campanario, de sección cuadrangular y estilo mudéjar, es robusto, fruto de ser la antigua torre del castillo. En el lateral sur se abren dos capillas de planta cuadrada y que se fechan ya en el siglo XVII.
La capilla que se abre a la nave del Evangelio consta de una bóveda de arista y con decoración en yesería carnosa y abultada en la que se aprecian motivos florales como hojas de acanto y otras flores. La siguiente capilla, la que abre al lado de la Epístola, se compone de bóveda semiesférica con medallón central y nervios canjeados con bandas y frutas. Se completa la decoración con el escudo del antiguo señor feudal y el escudo antiguo de la villa, además de una placa conmemorativa de la obra fechada en 1705.
La iglesia ha tenido que someterse a varios procesos de restauración, el más importante fue el acometido en 1992 y que afectó al tejado, el armazón y los tirantes de la iglesia. Durante la reconstrucción se hallaron ocho frescos de apóstoles de autoría desconocida, si bien los estudios fechan los frescos en la etapa del barroco renacentista. La buena conservación de los frescos ha permitido su completa recuperación.